# Otago Peninsula
Die Otago Peninsula ist eine ca. 30 km lange und bis zu 12 km breite Halbinsel auf der Südinsel Neuseelands und Bestandteil der Southern Scenic Route. Die Halbinsel liegt im Stadtgebiet von Dunedin und erstreckt sich vom Stadtzentrum aus in nordöstliche Richtung, mit direkter Lage am Pazifischen Ozean.
Ursprünglich der östliche Teil des Kraterrandes eines kollabierten Vulkans, mit all seinen Ausläufern, gewährt die Halbinsel mit ihrer abwechslungsreichen Landschaft und vielen verschiedenen Geländeformen faszinierende Einblicke in Täler, Buchten, auf den Ozean und den Otago Harbour.

## Geologie
Die Otago Peninsula ist während der drei großen Eruptionsphasen des vor 11–13 Millionen Jahren tätigen Vulkans, der sein Eruptionszentrum zwischen den heutigen Orten Port Chalmers und Portobello hatte, entstanden. Der Vulkan bildete sich aus dem Meer heraus, direkt an der Küste der damals noch flachen Landschaft. Als Schildvulkan ausgebildet, floss die sehr dünnflüssige Lava hauptsächlich in zwei Richtungen, dem Bett des heutigen Otago Harbour folgend, ab. Der Vulkan erreichte zu seiner besten Zeit eine Höhe von ca. 1.000 Meter und formte mit seinen bis zu 200 zeitlich unterschiedlich aktiven Kernen die Landschaft entsprechend aus. Nach dem Kollabieren des Vulkans und der über die Jahrmillionen einwirkenden Erosion entstand die teilweise sanfte und schroffe Landschaftsform, wie sie sich heute darbietet. Ursprünglich als eine Insel ausgeformt, versandete allerdings der südwestliche Teil des unter dem Meeresspiegel liegenden Lavabettes und verband sich mit dem "Festland". Heute befindet sich genau an dieser Stelle das Stadtzentrum von Dunedin.
Von den höchsten Erhebungen der Halbinsel (knapp über 400 Meter) geht es zum Teil steil über die bis zu 100 Meter hohen Klippen hinunter zum Pazifischen Ozean. An der Küste wechseln sich Klippen mit kleinen und großen Sandbuchten und den geschützten Flachwassergebieten, den sogenannten Inlets, ab. Zum Otago-Harbour hin fallen die Hänge sanfter ab, was die Besiedlung auf diesem Teil der Halbinsel förderte.

## Geschichte

### Frühe Besiedlung
Die Archäologen datieren die erste Besiedlung der Otago-Küstenregion um 1100 n. Chr. durch die Polynesier, den späteren Māori nannten, was in der Bedeutung des Wortes so viel heißt wie natürlich, normal oder lokal. Wann die Otago Peninsula genau besiedelt wurde, konnte bisher nicht genau bestimmt werden. Man nimmt aber an, dass erste belegbare Beweise aus dem 15. Jahrhundert stammen. Funde von Überresten aus Erdöfen in der großen Sandbucht Okia Flat in der Wickliffe Bay belegen, dass hier Māori gesiedelt hatten.

### Europäische Besiedlung

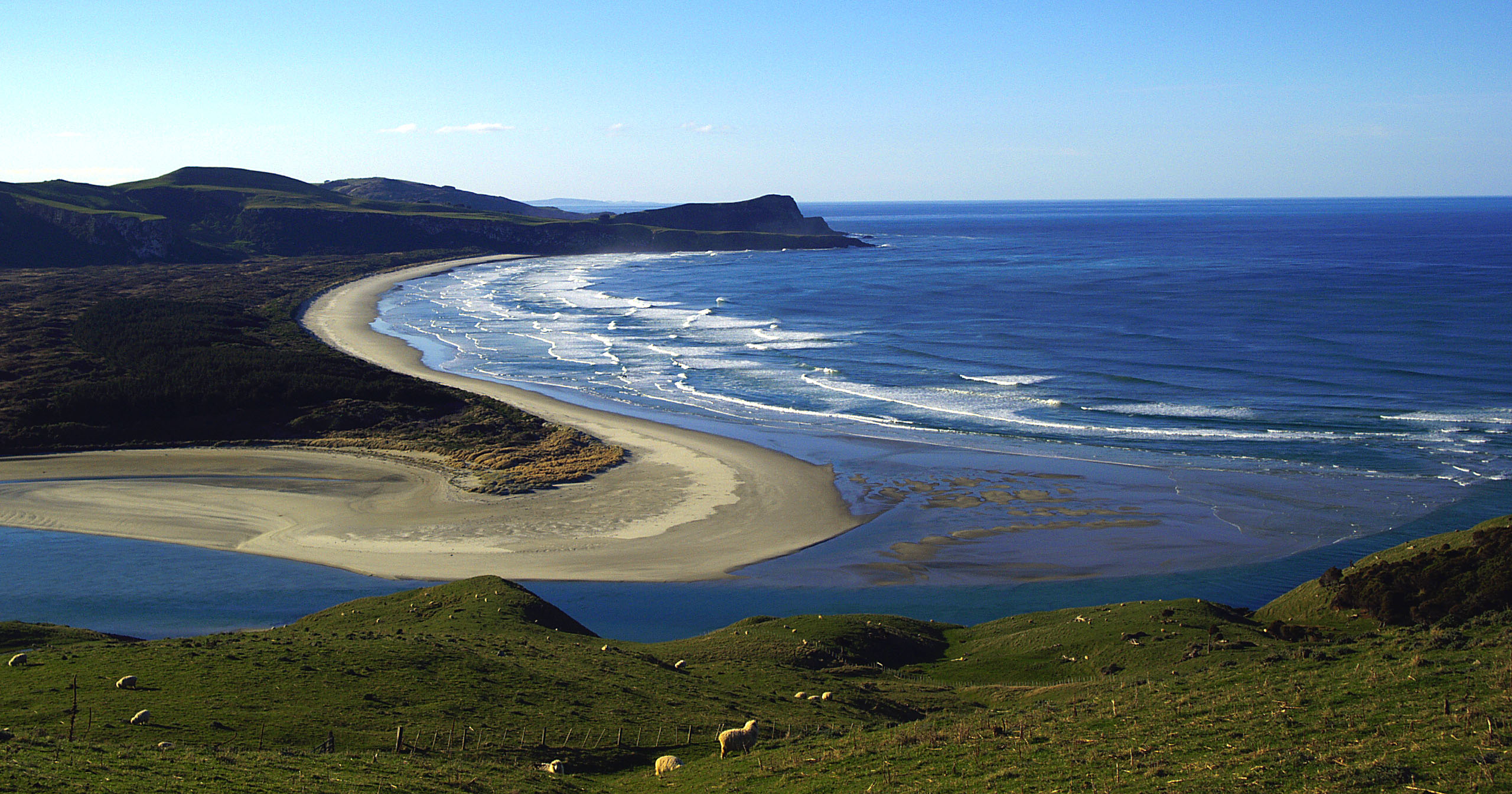
Cape Saunders, Otago Peninsula, Dunedin

An einem Sommernachmittag, des 24. Februar 1770 segelte Kapitän James Cook mit der Endeavour entlang der Otago Peninsula. Er benannte einen für ihn signifikanten hohen Punkt der Halbinsel Mount Charles und eine darunter hervorstehende Klippe Cape Saunders, dies zu Ehren von Sir Charles Saunders, Kommandeur der britischen Flotte in Québec 1759. Es war die erste Sichtung der Halbinsel durch einen Europäer.
Die Vermerke Cooks, dass an der Küste Otagos reichlich Robbenkolonien zu finden seien, brachte schnell Robben- und Walfänger von Australien herüber, die hier gute Jagdgründe vorfanden. Der Robbenjäger John Boultbee war der Erste, der in den 1820ern die Siedlungen um den Otago Harbour herum dokumentierte. 1831 kamen die Weller Brüder von Sydney herüber und gründeten eine Walfangstation in einer Bucht des Otago Harbours, unweit der Siedlung Ōtākou. Dieser Ort ist heute als Wellers Rock bekannt. Mit der Landung der ersten schottischen Siedler kann das Jahr 1848 als Wendepunkt von der Walfangzeit zur organisierten Besiedlung angesehen werden.
Mit der Ankunft der Europäer kamen für die Māori auch eingeschleppte Krankheiten und Siechtum, wodurch die ohnehin schon durch Stammesfehden dezimierte Bevölkerung weiter abnahm. Um 1848 herum zählte die Māori-Siedlung Otakau noch etwas über 100 Einwohner. Als Reverend Thomas Burns 1848 nach seiner Ankunft die Ngai Tahu in ihrer Siedlung Ōtākou besuchte, war er über die Lebensverhältnisse, die dort herrschten, erschüttert. Von nun ab sollten sich die Lebensbedingungen der maorischen Bevölkerung in diesem Gebiet etwas bessern.

### Besiedlung ab 1848
Mit der organisierten Besiedlung der Region Otago durch die Europäer ergaben sich dramatische Veränderungen für die Tier- und Pflanzenwelt der Otago Peninsula. Wenn auch die Geländestruktur im Wesentlichen unverändert blieb, so wurde doch der Wald und die Buschlandschaft für die Rinderzucht und Milchwirtschaft gerodet, wo es möglich und wirtschaftlich erschien. Bäume, Büsche und einheimische Pflanzen fielen der Pflanzung exotischer Graslandschaften zum Opfer. Kleine Molkereibetriebe, als Genossenschaften organisiert, schossen wie Pilze aus dem Boden. Die erste Molkerei-Kooperative Neuseelands wurde 1871 in Springfield auf der Halbinsel gegründet. Viele der größten Molkereibetriebe (Sandymouth-, Wickliffe Bay-, Lower Portobello-, Ōtākou- und Pukehiki-Creamery) versorgten Dunedin direkt mit ihren Milchprodukten.
Nach der Jahrhundertwende (1900) bekam die Otago Peninsula mehr und mehr Besuch von Erholungs- und Freizeitsuchenden. Portobello, Broad Bay, Macandrew Bay und Hoppers Inlet wurden zu wichtigen Naherholungsgebieten für Dunedin. Um 1914 setzte der Wandel von der Milchwirtschaft zu Schafzucht ein, was mehr Geld einbrachte und die Peninsula County Council (Rat, Verwaltung) in die Lage versetzte, die Wege und Straßen endlich besser befahrbar zu machen. Auch der Naherholungstourismus hatte einen positiven Einfluss auf die Verbesserung der Infrastruktur. Portobello, Broad Bay und Macandrew Bay wuchsen schnell zu kleinen Siedlungen und Macandrew Bay wurde bekannt für seine Segelregatten. Auch wurde die Otago Peninsula langsam als Wohnsitz für wohlhabende Leute interessant. Das bekannteste Beispiel hierfür ist der Bankier William Larnach, der 1871 das als einziges Castle (Schloss, Burg) Neuseelands in die Geschichte eingehende Herrenhaus Larnach Castle erbauen ließ und mit seiner Familie bis zu seinem Bankrott und seinem anschließenden Selbstmord dort wohnte.
Insgesamt ging ab der Jahrhundertwende der Anteil der Farmbevölkerung zurück und der Anteil der auf der Halbinsel wohnenden Pendler nach Dunedin stieg. Das Bevölkerungswachstum hielt sich aber in Grenzen, so dass in den 1960ern nur ca. 3.500 Bewohner auf der Halbinsel gezählt wurden, gegenüber ca. 2.000 in den 1870ern.
Die Otago Peninsula wird heute zwar nach wie vor noch landwirtschaftlich genutzt, ist aber gleichzeitig, als ein Wohn- und Erholungs-Refugium mit hohem touristischen Freizeit- und Bildungswert, die größte landschaftliche Attraktion Dunedins.

## Sehenswürdigkeiten
Von der Nordostspitze des Taiaroa Head bis nach Dunedin gesehen:

### Taiaroa Head
Der 80 m hohe Taiaroa Head ist eine Felsenklippe an der nordöstlichsten Spitze der Otago Peninsula. Die Klippe liegt damit direkt am Eingang des Otago Harbours. Von den Māori ursprünglich Pukekura genannt, benannten europäische Siedler diese Felsenklippe nach dem Führer der Ngai Tahu, Te Matenga Taiaroa (1783–1863, Ōtākou), in Taiaroa Head um.

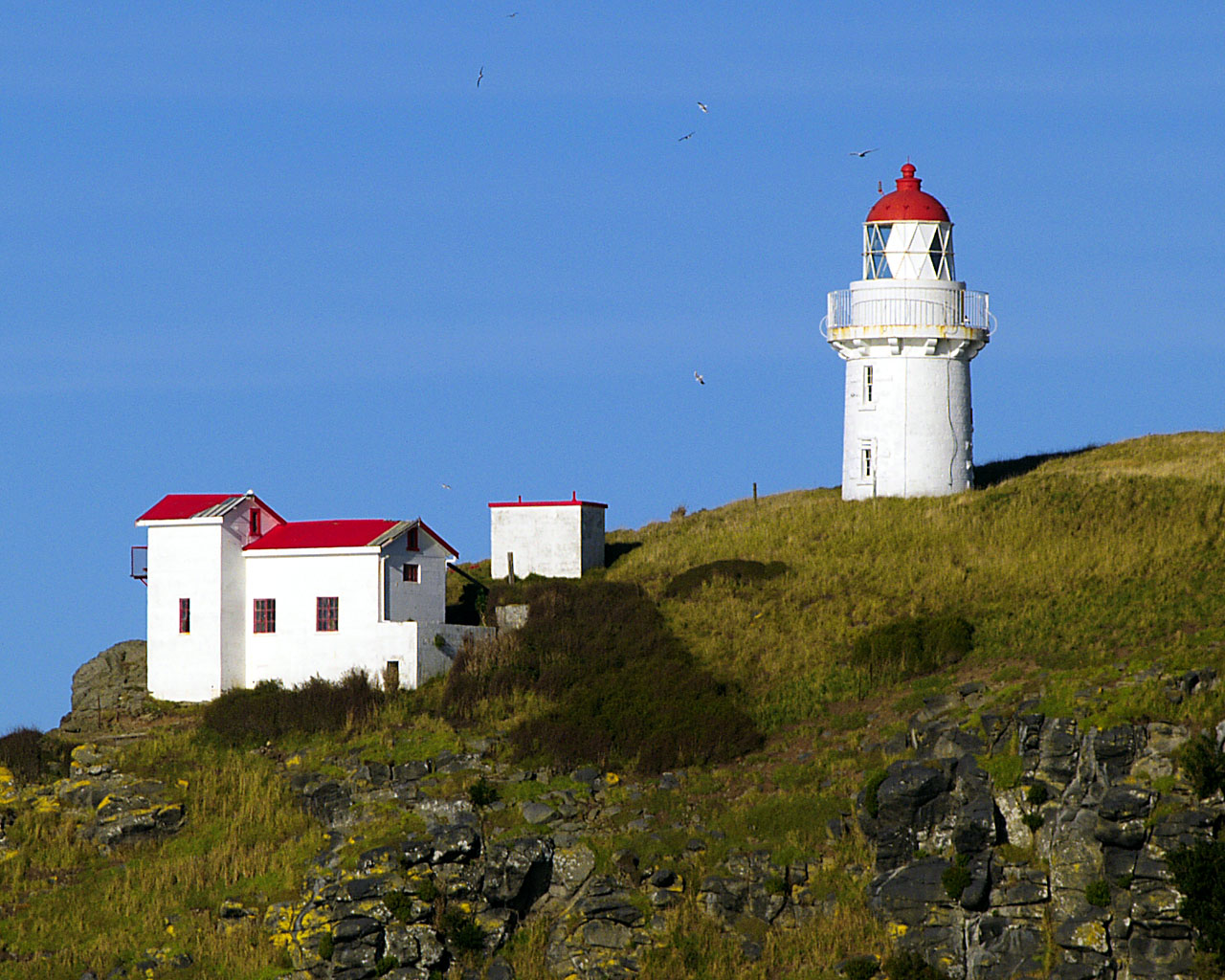
Leuchtturm auf dem Taiaroa Head

- Lighthouse – Als wichtigster strategischer Punkt wurde hier bereits 1864 der 12 Meter hohe noch heute befindliche Leuchtturm errichtet. Der Goldrausch in Otago, der Dunedin und die Region Otago wirtschaftlich und kulturell beflügelte, machte den Bau notwendig und gab die finanziellen Mittel dazu. Heute mit modernem Radar ausgerüstet, untersteht der Leuchtturm dem Marine-Ministerium und kann nur von außen bewundert werden.

- Fort Taiaroa – Von 1885 an wurde Taiaroa Head zu einer kleinen Festung mit unterirdischen Gängen und sechs Kanonenbatterien ausgebaut. Die politischen Spannungen in Asien und die beiden Kriege, Japanisch-Chinesischer Krieg (1894–1895) und Russisch-Japanischer Krieg (1904–1905), führten in Neuseeland zu einem verstärkten Militarismus und folglich zum Bau des Forts.

- Royal Albatross Colony – Zwischen 1914 und 1919 wurden die ersten Arten des Nördlichen Königsalbatros (Diomedea sanfordi) am Taiaroa Head gesichtet und 1920 fand man das erste Ei als Beweis, dass die Vögel hier brüteten. 1937 fing Lancelot Eric Richdale, ein Ornithologe aus Dunedin an, die Vögel, die mit ihrer Flügelspannweite von bis zu 3 Metern bis zu 115 km/h schnell fliegen können, zu studieren und vor Fremdeinwirkungen zu schützen. 1951 wurde der erste Vollzeit-Vogelwart mit Pflege und Aufzucht der Vögel beschäftigt. Heute existiert mit dem Royal Albatross Centre[1] eine Forschungs- und Pflegestation, die auch Besuchern die Möglichkeit gibt, die im Fluge majestätisch wirkenden Seevögel aus nächster Nähe zu beobachten.

### Penguin Beach
Nicht weit von Taiaroa Head entfernt, 1,5 km südlich am Penguin Beach, haben die seltenen Gelbaugenpinguine (Megadyptes antipodes) ihren Lebensraum. Als gefährdete Tierart eingestuft, werden die bis zu 60 cm großen Tiere an der Küste der Otago Peninsula besonders geschützt. Besucher können über geführte Touren und in Unterständen versteckt den Tieren sehr nahe kommen ohne sie zu belästigen.

### Ōtākou
Der Uferstraße folgend, ca. 5 km vom Taiaroa Head entfernt, finden Interessierte in der historisch bedeutsamen Māori-Siedlung Ōtākou einen Marae (Versammlungsort) mit dem Whare Runanga (Versammlungshaus) und einer Māori-Kirche aus dem Jahre 1864. Da die Siedlung nach wie vor von Māori bewohnt ist, tun Touristen gut daran sich vorher anzumelden.

### Marine Studies Centre

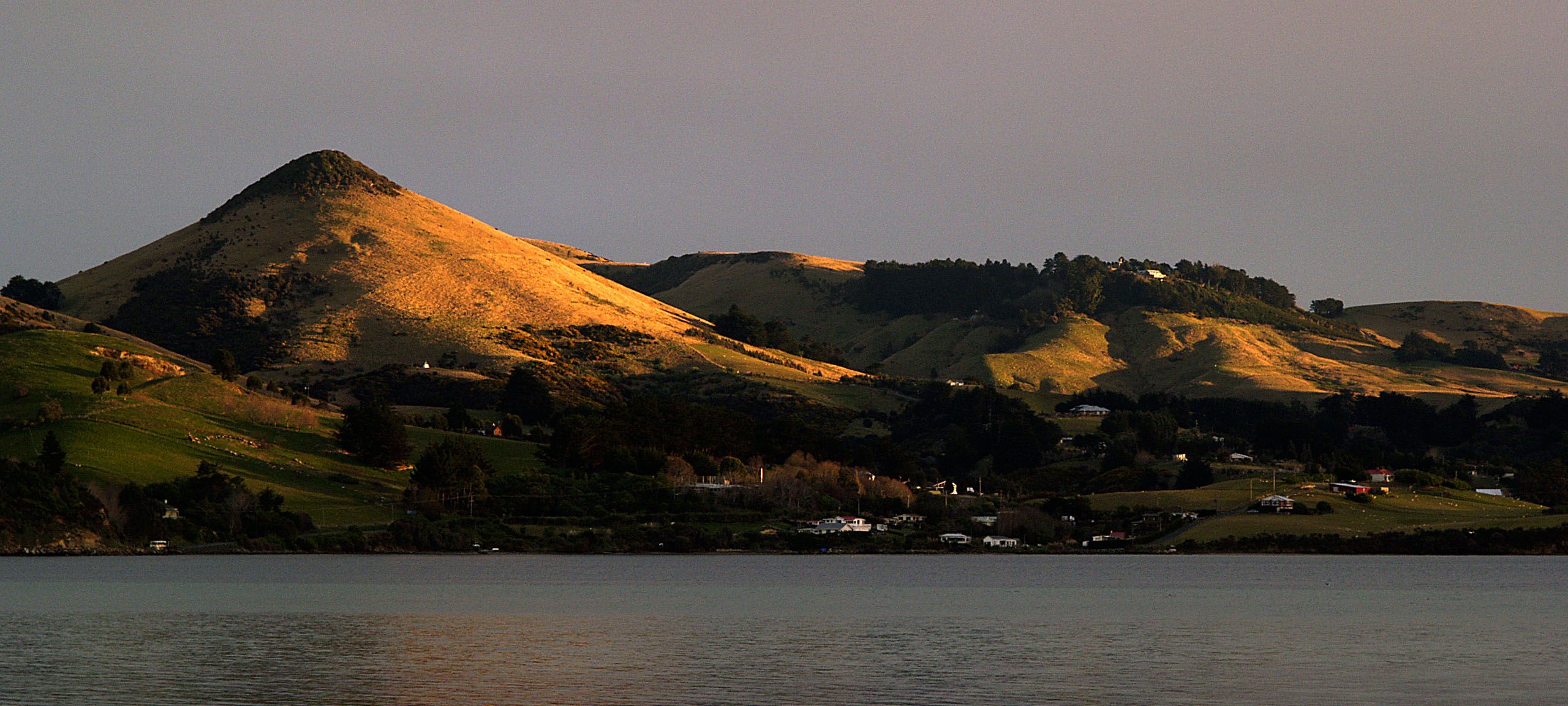
Harbour Cone

Das New Zealand Marine Studies Centre gehört zur University of Otago und befindet sich auf einer kleinen in den Otago Harbour hineinragenden Halbinsel nahe Portobello. Hier wird nicht nur Meeresforschung betrieben. Eine Meeresausstellung mit angeschlossenem Meeresaquarium steht den interessierten Besuchern offen. Besondere Aufmerksamkeit bekommen – und sie sind bei Kindern äußerst beliebt – die kleinen Haifische. Einige Meerestiere dürfen sogar angefasst werden.

### Harbour Cone
Ungefähr in der Mitte der Halbinsel befindet sich mit dem Harbour Cone (Māori: Tere Weka) die höchste Erhebung, ein aus vulkanischem Basalt fast perfekt ausgebildeter Kegel, der als Pfropfen eines Vulkankraters ein Überbleibsel aus vulkanischen Zeiten darstellt. In den 1870ern wurde hier auch Gold gefunden, was zu einem begrenzten Abbau über einen 13 Meter tiefen Schacht führte.

### Larnach Castle
Larnach Castle, erbaut 1871 von dem Bankier und Politiker William Larnach, wird gern als das einzige Schloss Neuseelands bezeichnet. 200 Arbeiter waren 3 Jahre damit beschäftigt, den Kern des Gebäudes zu errichten. Europäische Handwerker benötigten weitere 12 Jahre für den Innenausbau, bei dem die unterschiedlichsten Materialien aus vielen europäischen Ländern zum Einsatz kamen. Der Reichtum Larnachs als Bankier, angesammelt im aufstrebenden Dunedin seiner Zeit, machte diesen zur Schau gestellten Luxus möglich. Nach Larnachs Bankrott und seinem anschließenden Suizid 1898 verfiel das Haus zu einer Ruine. 1967 kaufte Margaret Barker mit ihrer Familie das Anwesen und restaurierte es über viele Jahre in mühsamer Kleinarbeit und öffnete es schließlich für Besucher. Bemerkenswert ist neben dem Gebäude die Innenausstattung, der sehr gepflegte Botanische Garten und die beeindruckende Fernsicht vom turmartigen Dach des Hauses aus.

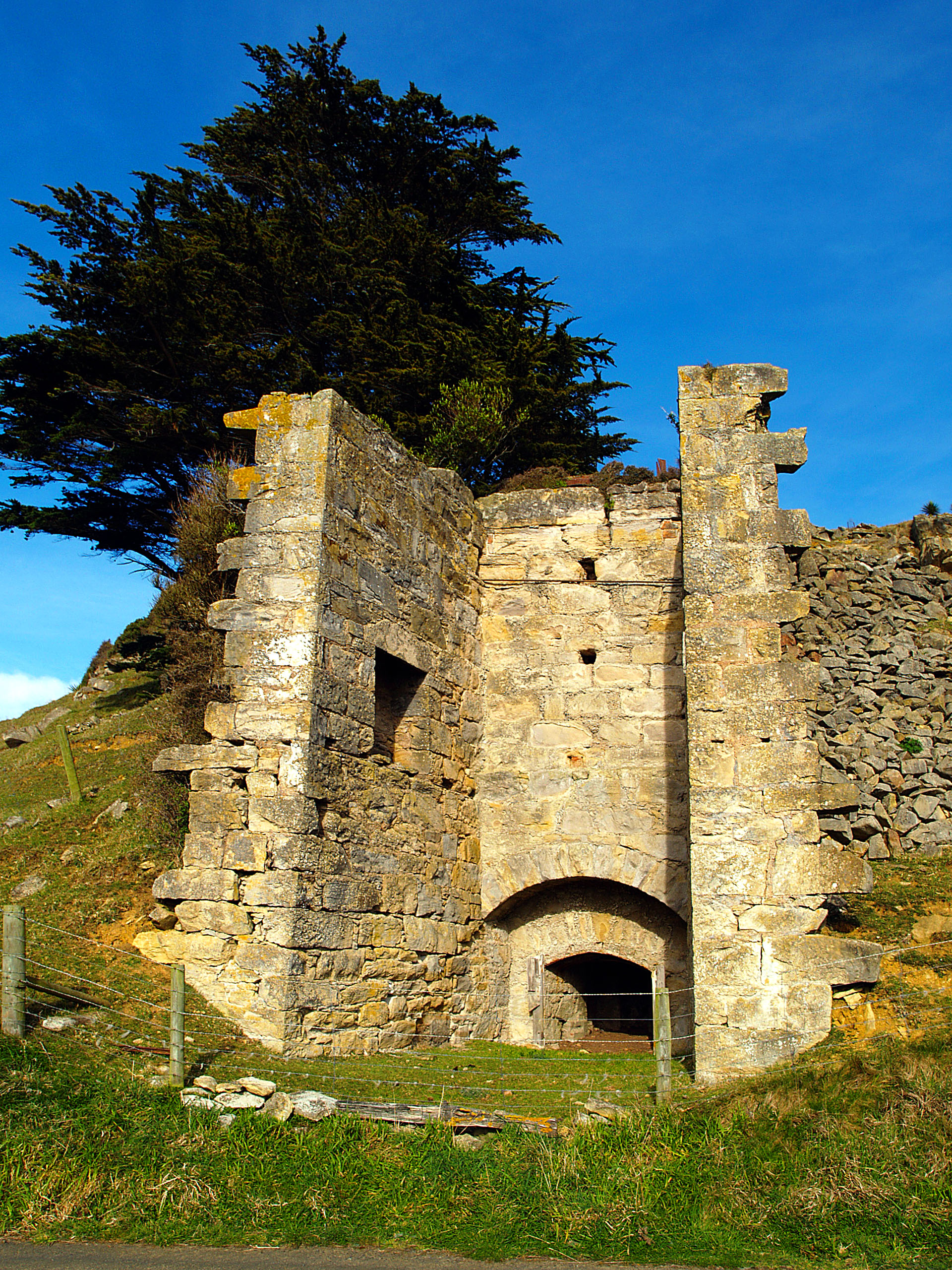
Lime Kiln (Kalkbrennofen), Otago Peninsula

### Lime Kiln
Als historische Bauwerke der Region sind unweit vom Harbour Cone in der Mitte der Halbinsel noch drei teilweise erhaltene Lime Kilns (Kalkbrennöfen) zu besichtigen. In den 1860ern wurde hier intensiv Kalkstein gebrannt, der von den umliegenden Hügeln gebrochen wurde. Mit dem Jahrhundertwechsel wurde der Betrieb aus ökonomischen Gründen eingestellt. Die Bauwerke stehen unter Denkmalschutz.

### Sandymount Hill
Sandymount Hill ist die höchste Erhebung des südlichen Küstenbereiches mit Steilklippen und einer fantastischen Aussicht auf den Pazifischen Ozean und die Küste der Otago Peninsula.

### Fletcher House
Der Bauunternehmer James Fletcher erbaute 1909 ein Haus an der Uferstraße nach Portobello im Stil der Edwardian-Periode (1901–1910). Das Haus wurde von 1991 bis 1992 vollständig restauriert. Einer Zeitreise gleich, zeigt das Haus realistisch den Lebensstil der bürgerlichen Klasse in Neuseeland kurz nach der Jahrhundertwende.

### Glenfalloch Garden
Der Glenfalloch Garden (aus dem Gälischen übersetzt: verstecktes Tal) befindet sich unweit Macandrew Bay in einem kleinen geschützten Tal und hat sein eigenes Mikroklima, welches die Jahreszeiten verlängert und damit das Pflanzenwachstum fördert. Die Wald- und Gartenlandschaft, die nahezu in ihren ursprünglichen Zustand zurückversetzt wurde, ist von offizieller Seite aus als "Garten von nationaler Bedeutung" beurteilt worden. 120 Jahre Entwicklung und Gartenpflege zeigen einheimische sowie importierte Pflanzenarten in harmonischem Miteinander.

### Highcliff Road
Die Highcliff Road führt über den Kamm der Otago-Peninsula von Waverly, Dunedin bis nach Portobello und ermöglicht wechselweise faszinierende Sichten über die Küstenlandschaft und den Otago Harbour mit den dahinter liegenden Hügeln rund um Mount Cargill.

### Wanderungen
Die Otago Peninsula gibt Wanderern ausgezeichnete Gelegenheit, die Kulturlandschaft der Halbinsel mit ihrer Geschichte zu erleben. Als geeignetes Kartenmaterial kann hier die Topographische Karte Nr. 260-I44&J44 (s. Quellenangaben) verwendet werden.